# Lin Xiyu
Lin Xiyu (em chinês:  林希妤; Cantão, 25 de fevereiro de 1996), também conhecida como Xi Yu Lin, é uma jogadora profissional de golfe chinesa.
Lin se tornou profissional em 2011 e começou a jogar na China LPGA Tour. Já venceu cinco vezes no CLPGA. Competiu no Ladies European Tour em 2013 e possui duas vitórias na competição do Sanya Ladies Open, em 2014 e 2015. Jogou no LPGA Tour em 2014, com um melhor resultado de T-5 no Blue Bay LPGA de 2015.
Representou a China na competição feminina de golfe nos Jogos Olímpicos de Verão de 2016, realizados no Rio de Janeiro, Brasil. Já nos Jogos Olímpicos de Verão de 2024 em Paris, França, conseguiu a medalha de bronze na disputa individual feminina.